# سیناتروک یکم
سیناتروک یا سنتروک (اشک دهم) دهمین شاه شاهنشاهی اشکانی است. (۷۵ پ.م – ۶۹ پ.م) او پسر مهرداد یکم و برادر فرهاد دوم، یا به اعتقاد عده‌ای دیگر از مورخان، برادر مهرداد یکم است. سیناتروک یک سال پس از درگذشت مهرداد دوم بر تخت شاهی نشست. وی در دوران پیری خود به تخت نشست، و دولت اشکانی در زمان سلطنت او درگیر منازعات بین شاهزادگان و سران خاندان‌ها بود. تیگران دوم ارمنی با استفاده از این فرصت، آذربایجان را متصرف شد و جلگه فرات را غارت کرد. تیگران دوم علاوه بر این، به باقی‌ماندهٔ قلمرو سلوکیان نیز دست‌اندازی کرد و خود را شاهنشاه خواند.
امپراتوری اشکانی از زمان مرگ مهرداد دوم (۱۲۴-۸۸ ق. م.) دچار آشفتگی و زوال شده بود. اقتدار پادشاه کاهش یافته بود، و امپراتوری اشکانی سرزمین‌هایی از قلمرو خود را از دست داده بود. سیناتروک که در اصل در میان سکاهای آسیای مرکزی سکونت داشت، از اوضاع نابسامان امپراتوری استفاده کرده و با کمک سکاها تاج و تخت اشکانی را در سال ۷۵ قبل از میلاد، در سن هشتاد سالگی از آن خود نمود. نام شاخه اشکانی که توسط سیناتروک تأسیس شد، توسط مورخ معاصر، مارک یان اولبریشت، به عنوان «سیناتروکیدها» که تا سال ۱۲ پس از میلاد بر تخت امپراتوری اشکانی تکیه زدند، ابداع شده است. خاندان سیناکروتید به ویژه توسط قبیله سورن از سکستان حمایت می‌شد.
در زمان سلطنت سیناتروک، پادشاه آرتاشسی ارمنستان، تیگران کبیر (۹۵-۵۵ ق.م)، از ضعف اشکانیان استفاده کرد و «هفتاد دره» را که پیشتر به مهرداد دوم واگذار کرده بود، پس گرفت و همچنین عزم تسخیر قلمروهای اشکانی ماد آتروپاتن، گوردین، آدیابنه، اسروئن و شمال بین النهرین نمود. سیناتروک در سال ۶۹ قبل از میلاد درگذشت و پسرش فرهاد سوم جانشین او شد. ساقی گازرانی، تاریخ‌نگار معاصر، این فرضیه را مطرح کرده که بخش‌هایی از داستان پادشاه افسانه‌ای ایرانی، زاو طهماسپ، بازتاب‌دهنده زندگی سیناتروک است.
ظاهراً در آشوب آن دوران ميان ارمنستان و کاپادوکيه، دولت اشکانی بی‌طرف بوده است. 

## سکه شناسی
بر روی سکه‌های ضرب‌شده در دوران پادشاهی سیناتروک، او با تاجی مزیّن به تعدادی گوزن که در پی هم قرار دارند تصویر شده است و از دو طرف دو شاخ به تاج متصل است. گوزن‌ها اشاره‌ای به نمادگرایی مذهبی سکاها است که به او کمک کرده بودند تا به پادشاهی برسد. فرهاد سوم، پسر سیناتروک نیز از نمادهای گوزن بر روی سکه های خود استفاده کرده است.